# Recife (corveta)
A Corveta Recife foi um navio de guerra que serviu a Armada Imperial Brasileira na segunda metade do século XIX. Teve participação nas guerras do Prata, Uruguai e Paraguai.

## História
A corveta foi construída no Estabelecimento de Fundição e Estaleiros Ponta da Areia em Niterói no ano 1849 sendo o primeiro navio construído neste estaleiro. Recebeu o nome Recife em homenagem a capital da província de Pernambuco. Após o lançamento ao mar em 1849 e testes de armamento foi incorporada a armada no dia 7 de novembro de 1850, tendo seu primeiro comandante o 1º Tenente Tomas da Cunha Vasconcelos. Em 1851 foi enviado a região sul para participar das operações brasileiras no conflito chamado Guerra do Prata, inciando seu serviço nos principais conflitos da América do Sul.

### Guerra do Prata
Em 17 de dezembro de 1851, a corveta Recife com mais seis navios de guerra sob o comando de John Pascoe Grenfell, forçaram passagem pelos obstáculos opostos à navegação do Rio Paraná onde, no passo do Tonelero, nas proximidades da barranca Acevedo, fora instalada uma poderosa fortificação dispondo de 16 peças de artilharia e 2 mil fuzileiros, sob o comando do general Lucio Norberto Mansilla. As tropas argentinas trocaram tiros com os navios de guerra brasileiros, mas acabaram falhando em barrar sua passagem.

### Guerra do Uruguai
Durante o cerco de Paysandú a corveta participou, juntamente com as corvetas Belmonte, Parnahyba e as Canhoneiras Araguaya e Ivahy, no desembarque de cerca de 400 soldados entre imperiais-marinheiros, soldados do batalhão naval e praças 1º Batalhão de Infantaria de Linha além de peças de artilharia. A batalha terminou em 2 de janeiro de 1865 com vitória brasileira.

### Guerra do Paraguai
Inicialmente a corveta esteve em serviço como navio transporte. Em 17 de agosto de 1867 uma frota de 20 navios brasileiros, incluindo o Recife, participou da chamada Passagem de Curupaiti, nas imediações do forte de mesmo nome. A operação consistia em forçar a passagem da fortaleza de Curupaiti que possuía pelo menos 49 peças de artilharia e 5 000 homens para defendê-lo. A ação foi comandada pelo almirante Joaquim José Inácio, visconde de Inhaúma, liderando duas divisões navais sendo a primeira formada pelos encouraçados Brasil (navio capitânia), Tamandaré, Colombo, Mariz e Barros, Cabral, Barroso, Herval, Silvado e Lima Barros. A segunda frota era composta pelos vapores Ipiranga, Yguatemi, Maje, Paranaíba, Beberibe e Recife. Nas primeiras horas da manhã do dia 15 de agosto a segunda divisão iniciou o bombardeio da fortaleza atirando 665 granadas de artilharia sobre ela. As perdas foram poucas, sendo o Tamandaré o navio mais afetado quando uma bala perfurou o condensador de sua máquina deixando-a inerte diante das baterias paraguaias. Após duas horas de conflito a divisão imperial tinha forçado a passagem com sucesso.[carece de fontes?]